# 蟫史
《蟫史》，凡二十卷，文言长篇小说。屠绅（磊砢山房主人）撰。
《蟫史》全書以主角甘鼎镇压湘黔一带苗民起义为背景。故事開始提到福建書生桑蠋生能識梵文，卻跳海自杀，为捕鱼人常大溜、沙小溜所救。经二人安排，桑生於酒店見甘鼎，谈论治兵之道。又于地穴中得三篋書，學得佈陣方略。此後戰無不勝，攻無不克。桑生策划帷幕，又有龙女、矮道人（李长脚）助战。擒斩邝天龙后，龙女归天，甘鼎晋升镇抚。交址平定後，桑蠋生衣錦還鄉，甘鼎亦棄官而去。
《蟫史》此书又名《新野叟曝言》，显然有模仿《野叟曝言》而作之意。英和《恩福堂筆記》、黃摩西《小说小言》以为甘鼎是以乾隆六十年将军傅鼐扞苗之事为原型。桑蠋生，蓋作者屠绅自寓。《蟫史》為文言小說，體材獨具一格，但讀起來诘屈聱牙，這是由於作者喜欢卖弄文才，故常引古书或学古语，“勉造硬语，力拟古书”，反而損害了可讀性。魯迅說：“虽华艳而乏天趣，徒奇崛而无深意”又說：“惟以其文體為他人所未試，足稱獨步而已。”鄭州大學圖書館藏有嘉庆五年庚申（１８００年）庭梅竹氏藏版。